# Philomusus (Vergolder)
Philomusus war ein antiker römischer Vergolder (inaurator), der in julisch-claudischer Zeit in Rom tätig war.
Er ist einzig durch seine Grabinschrift bekannt, die im Columbarium der Livia gefunden wurde, in dem vor allem Sklaven und Freigelassene der Livia bestattet wurden. Die Inschrift befindet sich heute in den Kapitolinischen Museen in Rom. Demnach war er Freigelassener eines Tertius.
Neben ihm sind noch zwei weitere römische Vergolder inschriftlich bekannt: Agathocules und Gelasius.